# Elizabeth Courtauld
Elizabeth Courtauld (Gosfield, 2 dicembre 1867 – 1947) è stata un medico anestesista pionieristico britannico che esercitava in India. Era un medico volontario presso un ospedale da campo gestito da donne (Scottish Women's Hospital) vicino al fronte in Francia durante la prima guerra mondiale.

## Famiglia e prima educazione
Elizabeth Courtauld era la terza figlia dell'industriale e politico George Courtauld e Susanna Elizabeth Savill, nata il 2 dicembre 1867 a Gosfield. I suoi fratelli maggiori erano Katherine Courtauld, contadina e suffragetta e Samuel Augustine Courtauld, che divenne direttore dell'azienda di famiglia. Sua madre morì quando lei era adolescente.
Courtauld completò la sua istruzione convenzionale in una scuola residenziale a Edge Hill, Wimbledon. Tornò poi a vivere a casa all'età di 16 anni dove ricevette lezioni private in una serie di materie tra cui botanica, musica, disegno, geografia, francese, tedesco, geologia, 'somme' ed Euclide. All'età di 19 anni riceveva ancora lezioni di musica e disegno, ma aveva anche la responsabilità di alcune faccende domestiche e di insegnare ai suoi fratelli più piccoli.

## Formazione medica ed esperienza infermieristica
Poco più che ventenne iniziò a fare lunghi viaggi per visitare amici in Germania e iniziò gli studi infermieristici presso il Deaconesses Institute di Kaiserswerth nella zona di Düsseldorf, fondato da Theodor Fliedner. L'Istituto forniva assistenza ai malati bisognosi e offriva istruzione alle donne nelle competenze infermieristiche e nella teologia. Florence Nightingale aveva precedentemente studiato lì.
Iniziò a considerare la formazione per diventare medico, ma suo padre disapprovava fortemente l'idea e iniziò a lavorare come infermiera all'ospedale di Cheltenham nel gennaio 1891. Lavorò come infermiera per quattro anni finché non entrò alla London School of Medicine for Women nel 1895, a 28 anni. Studiò al fianco di Frances Ivens e Augusta Lewin, con le quali avrebbe poi lavorato in Francia. Nel 1901 si qualificò conseguendo la licenza della Società degli Speziali, che le diede diritto all'iscrizione all'Albo dei Medici.
In seguito conseguì il titolo di Dottore in Medicina (abbreviato M.D., dal latino Medicinae Doctor) a Bruxelles, ("Bruxelles MD") nel 1903. Non aveva le qualifiche per conseguire una laurea in medicina a Londra e il MD di Bruxelles era diventato un percorso consolidato per diverse centinaia di altri medici. in circostanze simili in Inghilterra e Galles negli ultimi anni.

## Pratica medica a Bangalore
Dopo la qualifica ha lavorato presso lo Zenana Mission Hospital della Chiesa d'Inghilterra a Bangalore, fondato dalla Zenana Missionary Society della Chiesa d'Inghilterra. Le missioni zenana erano composte da missionarie che potevano visitare le donne indiane nelle loro case con l'obiettivo di convertirle al cristianesimo . Il sistema purdah aveva reso impossibile a molte donne indiane, soprattutto a quelle di status elevato, l’accesso all’assistenza sanitaria. Grazie alla formazione come medici e infermieri, le donne delle missioni zenana furono accettate dalle donne indiane nelle loro case. Queste missioni si espansero nel tempo dalle visite a domicilio alle cliniche mobili nelle aree rurali, agli ospedali per sole donne e alle scuole femminili, con personale e gestite da donne sia reclutate in Gran Bretagna che reclutate e formate localmente in India.
La Courtauld si descriveva come "una lavoratrice indipendente, non una missionaria". Lavorò a Bangalore per il resto della sua carriera professionale a parte il servizio in Europa durante la prima guerra mondiale.

## Prima guerra mondiale e servizio a Royaumont
Courtauld era in congedo dall'India dopo lo scoppio della prima guerra mondiale quando Frances Ivens la invitò a unirsi all'unità dello Scottish Women's Hospital di Royaumont, un ospedale ausiliario con 200 letti fondato nel 1915. Lavorò lì dal gennaio 1916 al marzo 1919.
Courtauld diventò una sostenitrice della National Union of Women's Suffrage Societies il 17 settembre 1915, attiva nella raccolta fondi per gli Scottish Women's Hospitals. Lei ed altri membri della famiglia Courtauld contribuirono generosamente al finanziamento dell'ospedale di Royaumont in particolare.
L'ospedale fu sottoposto alla massima pressione durante l'avanzata tedesca sull'Aisne nel maggio 1918. La Courtauld lavorava in un'unità a Villers-Cotterêts, continuando a condurre operazioni sui feriti giorno e notte nonostante i bombardamenti tedeschi e descrisse la situazione in un lettera a suo padre: "è arrivato l'ordine di evacuare l'ospedale... Poi è arrivato l'ordine che si aspettavano mucchi di feriti terribili e che potevamo restare. Eravamo contenti. Sembrava orribile sentirsi dire di andarsene e di lasciarci le cose alle spalle. Per tutta la notte ci siamo impegnati duramente e abbiamo lavorato in difficoltà. Si presentarono casi terribili. Tra le 10.30 e le 3.30 o le 4 del mattino dovemmo amputare sei cosce e una gamba, per lo più alla luce di pezzetti di candela, tenuti dagli inservienti, e quanto a me che facevo l'anestesia, più o meno lo feci al buio dalla mia parte del paziente... I raid aerei ci hanno sorvolato quasi tutta la notte."
Lei era una devota anglicana e conduceva un servizio mattutino quotidiano per il personale dell'ospedale fino a quando ciò non fu abbandonato a causa del volume di lavoro nel 1918. Condusse anche servizi funebri nel cimitero locale quando non fu possibile trovare un sacerdote protestante.
Dopo aver lasciato Royaumont lavorò per un periodo nelle zone devastate del nord della Francia prima di tornare a Bangalore.
Le fu assegnato la Croix de Guerre per il suo servizio di guerra.

## Anni successivi
Courtauld lasciò Bangalore e si ritirò a Greenstead Green, Essex nel 1927, all'età di 60 anni e fu guardiana della sua chiesa parrocchiale fino al 1946. Fu facoltosa per tutta la vita e una generosa benefattrice di molte cause. Questi includevano il finanziamento della costruzione di un blocco ambulatoriale presso l'Halstead Hospital in memoria di suo padre, che aveva fondato l'ospedale nel 1884. Fu eletta primo vicepresidente a vita dell'ospedale e prestò servizio nel comitato per molti anni. Durante la sua residenza a Greenstead Green si interessò al benessere del villaggio. Costruì diverse case nel villaggio e creò un campo da gioco per bambini vicino al verde del villaggio.
Morì nel 1947, all'età di 81 anni.